# Adrepsa
Adrepsa là một chi bướm trong phân họ Arctiinae, họ Erebidae.

## Các loài
- Adrepsa stilbioides
- Adrepsa stilboides